# بزرگراه ترنس کانادا
بزرگراه ترنس کانادا (به انگلیسی: Trans-Canada Highway)، (به فرانسوی: Route Transcanadienne) بزرگراهی ملی-استانی در کشور کانادا است که از طریق آن تمام ده استان کانادا از سواحل اقیانوس آرام در غرب، تا سواحل اقیانوس اطلس در شرق به هم متصل می‌شوند.

## مشخصات
این بزرگراه با طول ۸٬۰۳۰ کیلومتر (۴٬۹۹۰ مایل) یکی از طولانی‌ترین بزرگ‌راه‌های دنیاست.

## تاریخچه
قانون ساخت بزرگراه ترنس کانادا در سال ۱۹۴۹ به تصویب رسید و در سال ۱۹۵۰ ساخت آن آغاز شد. این بزرگراه به طور رسمی در سال ۱۹۶۲ افتتاح شد و در سال ۱۹۷۱ تکمیل گردید. در زمان اتمام، ترانس کانادا طولانی‌ترین بزرگراه بدون وقفه در جهان بود.

## نشانه
این بزرگراه با نشانهٔ برگ افرا (برگرفته از پرچم کانادا) به رنگ سفید بر روی زمینه سبز مشخص و متمایز می‌شود.

## نگارخانه

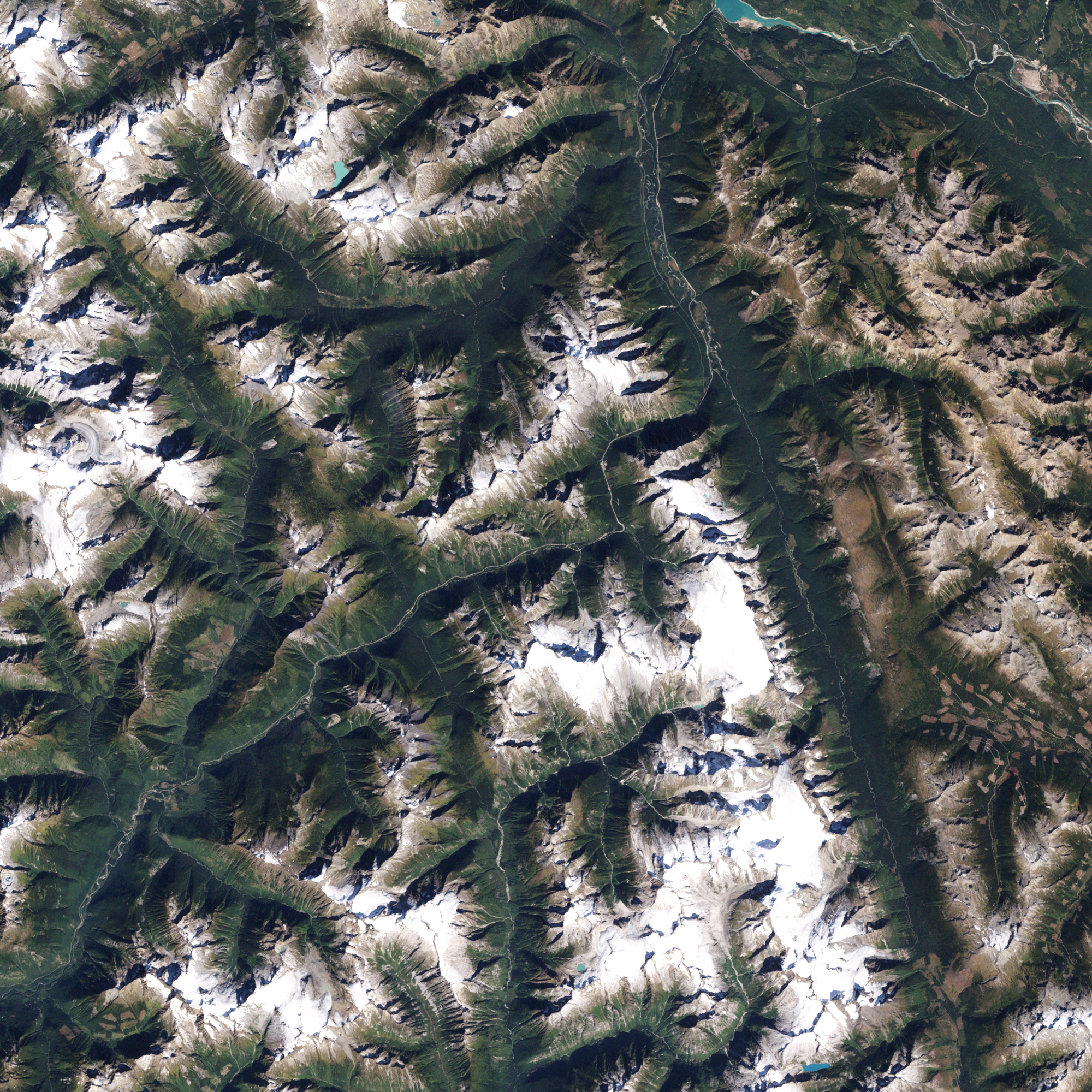
عبور بزرگراه ترنس کانادا از یخچال‌های طبیعی پارک ملی (کانادا)
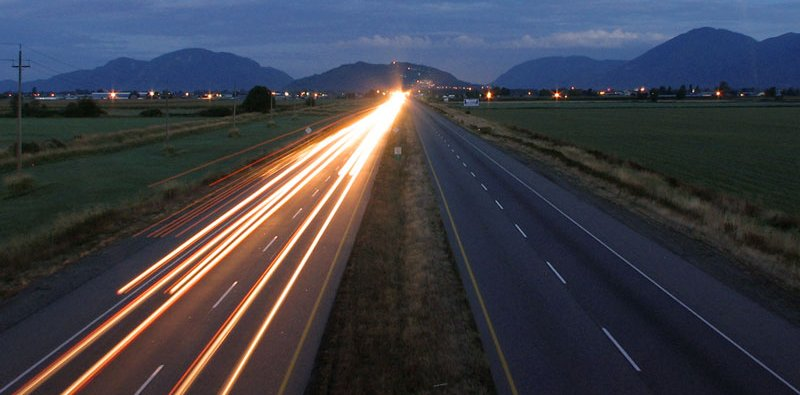
باند غربی بزرگراه ۱ به سمت ونکوور
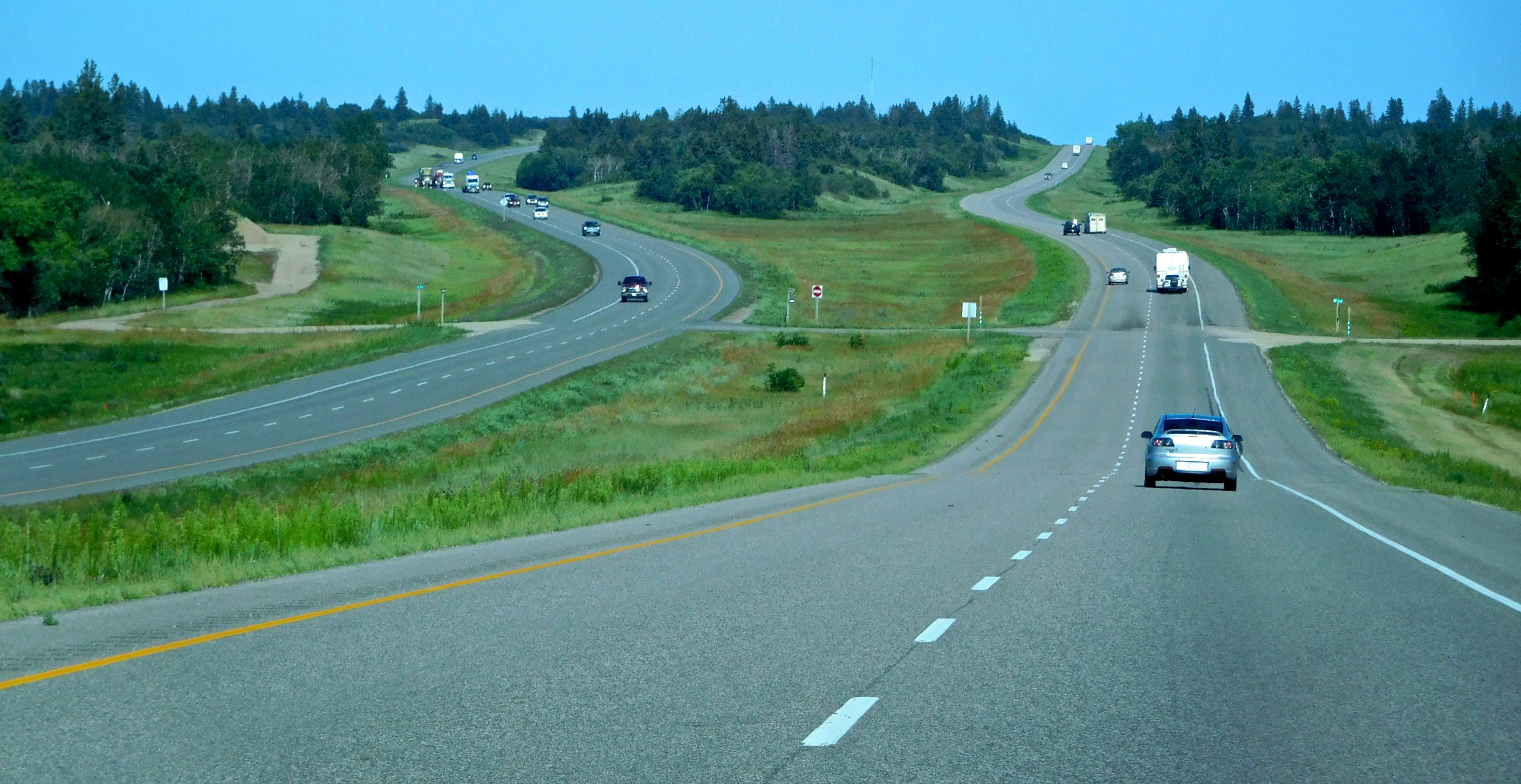
باند شرقی بزرگراه ۱ رو به مشرق در مانیتوبا در نزدیکی کاربری
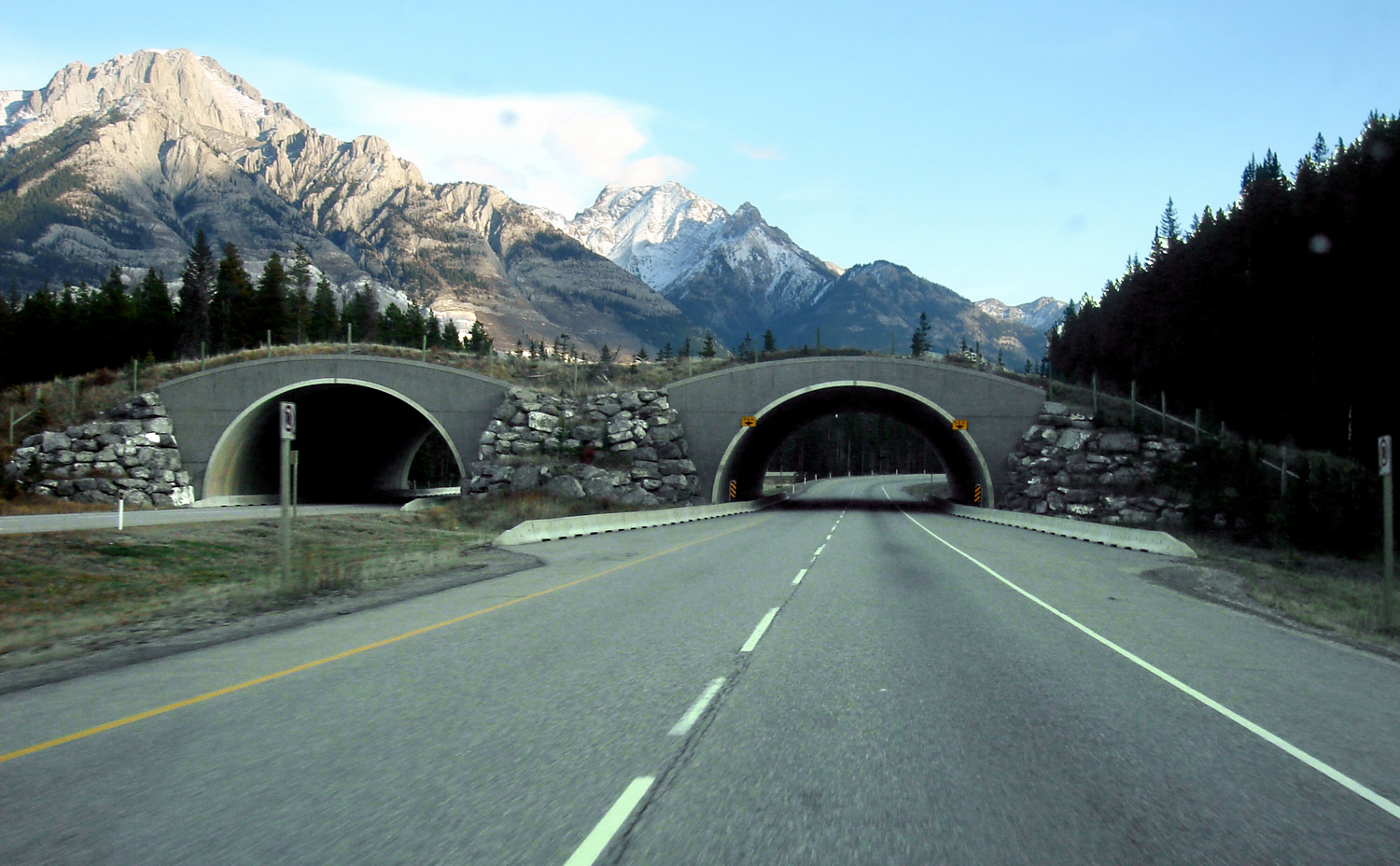
بزرگراه ۱ با پل‌هایی برای عبور حیوانات وحشی رو به مشرق در پارک ملی بنف
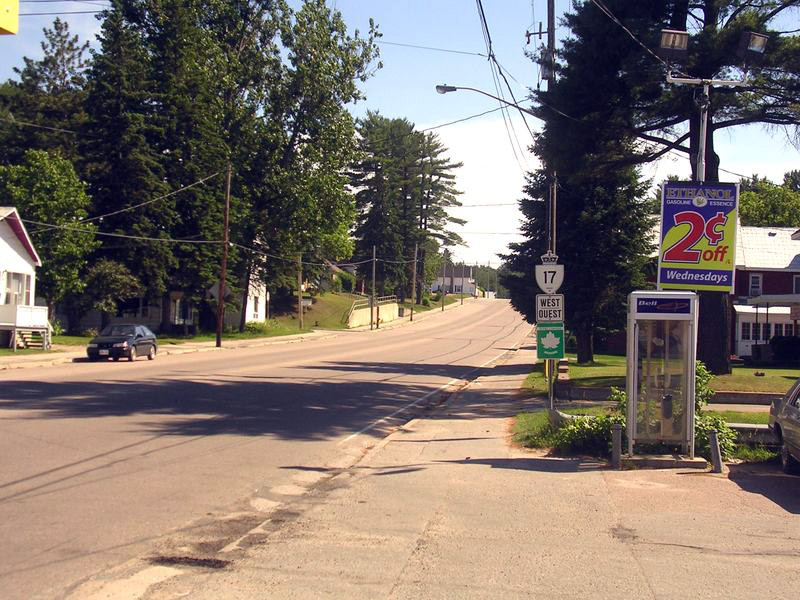
بزرگراه ۱۷ در ماتاوا، انتاریو
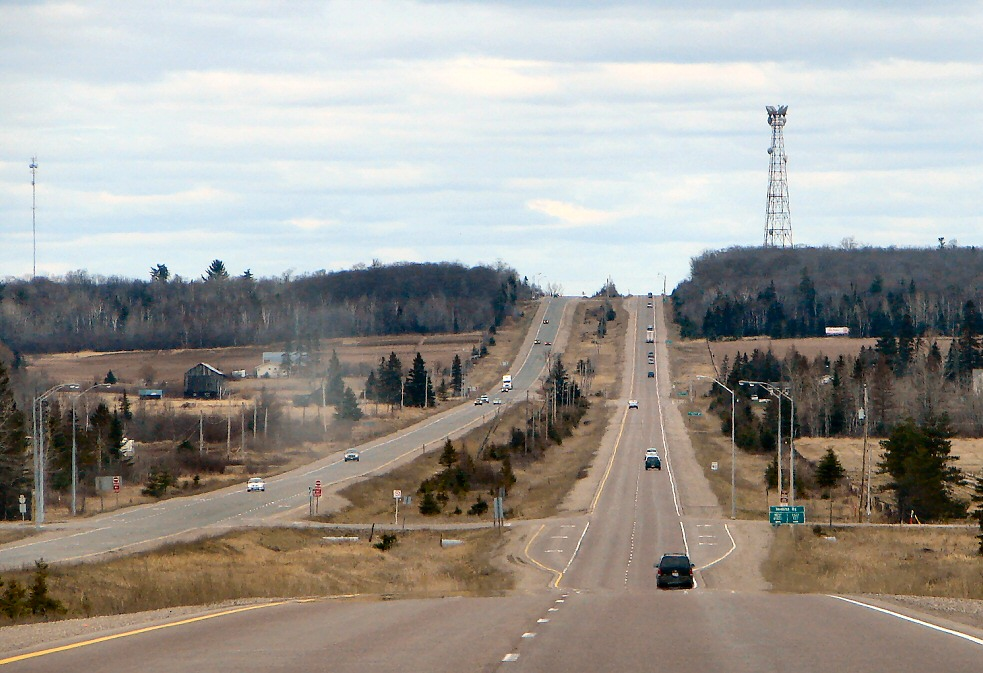
بزرگراه ۱۷ در نزدیکی اکو بی، انتاریو
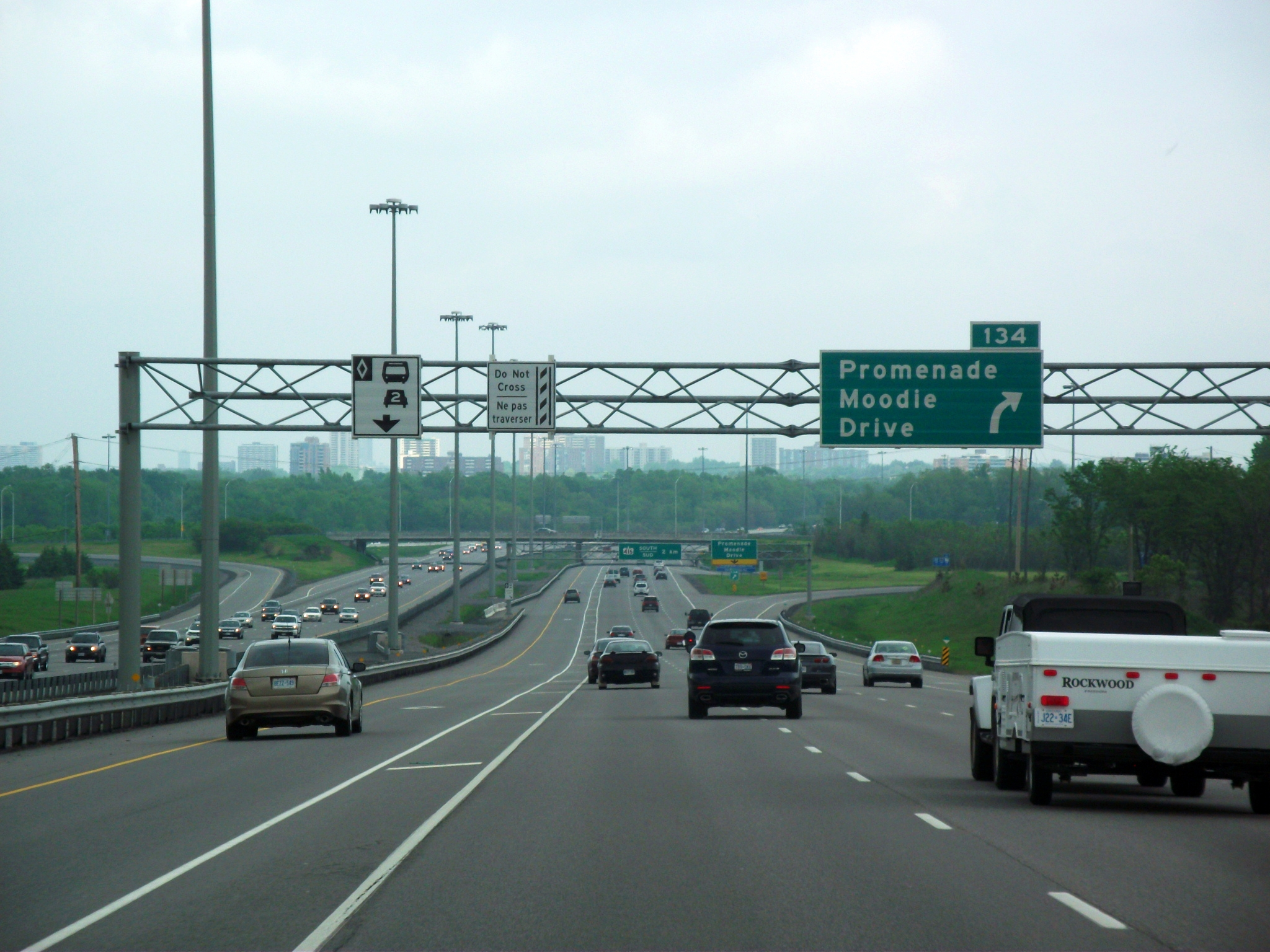
بزرگراه ۴۱۷، بزرگراه ترانس کانادا در اتاوا، انتاریو
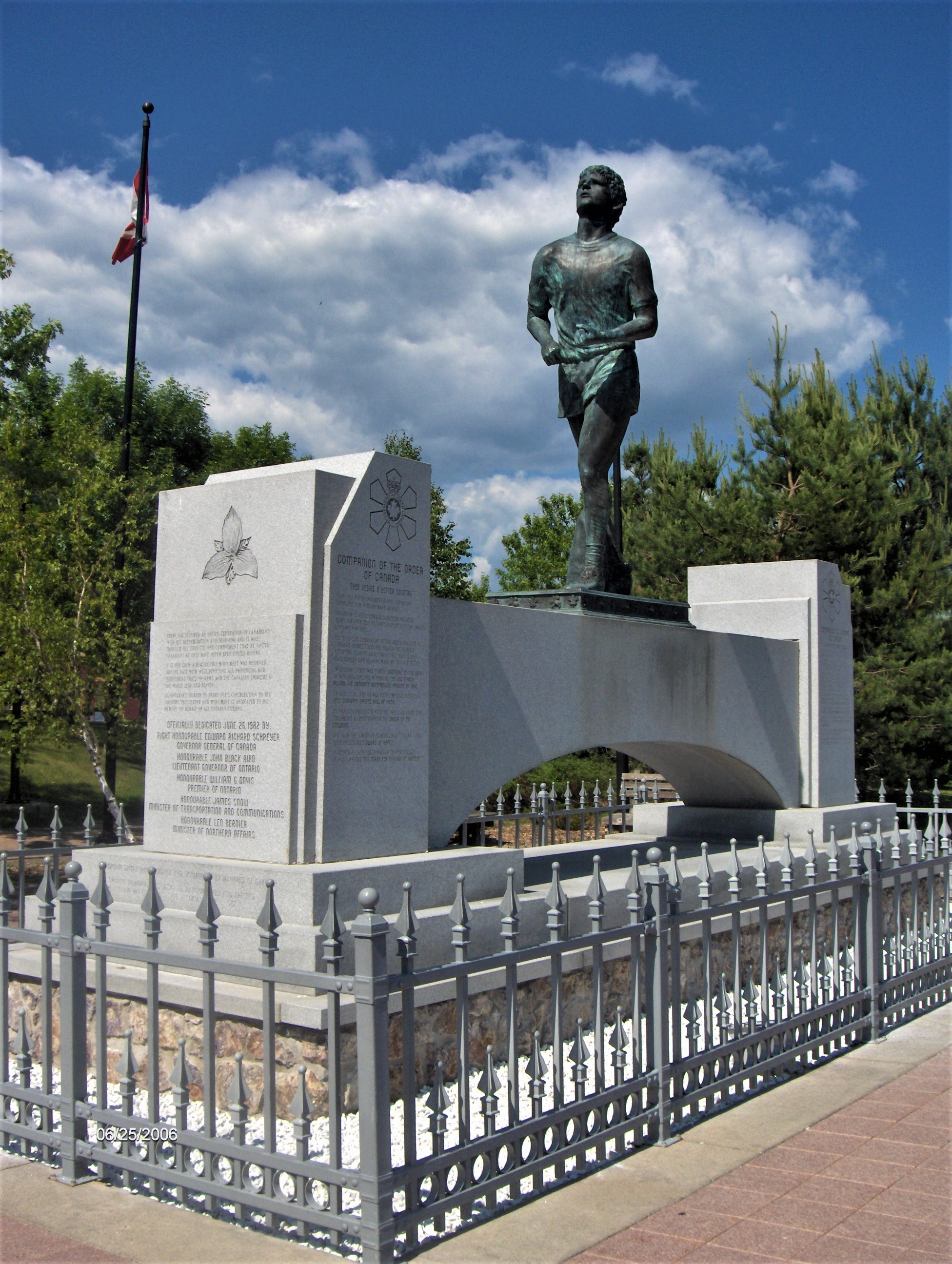
بزرگراه ۱۱ و ۱۷ بنای یادبود تری فاکس در نزدیکی شهر ثاندر بی